# 羈押 (短片)
《羈押》（英語：Detainment）是一部2018年愛爾蘭短片，由爱尔兰导演文森特·赖博執導和編劇，內容講述詹姆斯·巴傑爾謀殺案。

## 演員
- 伊利·索兰（Ely Solan） 飾 Jon Venables
- 莱昂·休斯（Leon Hughes） 飾 Robert Thompson
- 维尔·奥康奈尔（Will O'Connell） 飾 探員戴尔（Dale）
- 大卫·瑞恩（David Ryan） 飾 探員斯科特（Scott）
- 塔拉·沃尔什（Tara Breathnach） 飾 苏珊·维纳布尔斯（Susan Venables）
- Killian Sheridan 飾 Neil Venables

## 反響
- 2019年1月，本片被提名第91屆奧斯卡金像獎的最佳實景短片獎[3]。
- 伊利·索兰和莱昂·休斯凭借此片荣获2018年理查德·哈里斯国际电影节（The Richard Harris International Film Festival）最佳男演员奖[4]。

## 争议
事件受害人詹姆斯·巴傑爾的母親丹妮丝（Denise Fergus）表示，她對這部短片及它被提名而感到「厭惡和不滿」，因為本片是在沒有與她家人聯繫的情況下製作的。她已經發出了一份請願書，要求將本片從奧斯卡提名中移除，吸引了超過10萬人簽名。本片的導演文森特·赖博說他不會撤出奧斯卡，並說「這會破壞製作這部短片的目的」。詹姆斯·巴傑爾的父亲也表达了不满：“拍摄一部对杀害詹姆斯的凶手们表露同情的电影，就是一场灾难。”导演赖博声称：“有人批评说，这部电影把凶手‘人性化’，但是如果我们不接受他们也是人的话，我们永远无法开始明白，是什么促使他们犯下了这样可怕的罪行。防止类似事情发生的唯一方法就是知道它的原因。”

## 外部連結
- 互联网电影数据库（IMDb）上《羈押》的资料（英文）
- 豆瓣电影上《羈押》的資料 （简体中文）
- 官方网站 （页面存档备份，存于）